# I'm Breathless
I'm Breathless: Music from and Inspired by the Film Dick Tracy är ett album av Madonna från 1990. Det är ett av tre officiellt utgivna soundtrack till filmen Dick Tracy, där Madonna spelade rollen Breathless Mahoney. Filmen utspelar sig på 1950-talet, vilket inspirerade musiken på albumet.
I låten Now I'm Following You sjunger Madonna duett tillsammans med Warren Beatty, som hade huvudrollen i filmen. Now I'm Following You och Sooner or Later skulle ursprungligen ha blivit de två sista singlarna, men i stället blev det Justify My Love och Rescue Me från samlingsalbumet The Immaculate Collection.

## Låtlista
1. He's a Man (4.42)
2. Sooner or Later (3.20)
3. Hanky Panky (3.56)
4. I'm Going Bananas (1.41)
5. Cry Baby (4.04)
6. Something to Remember (5.03)
7. Back in Business (5.10)
8. More (4.56)
9. What Can You Lose? (2.09)
10. Now I'm Following You (Part I) (1.35)
11. Now I'm Following You (Part II) (3.18)
12. Vogue (4.50)

## Singlar
Två singlar gavs ut från albumet: Vogue i mars 1990 och Hanky Panky i juni samma år.

## Listplaceringar
| Lista (1990)  | Topplacering |
| ------------- | ------------ |
| Australien    | 1            |
| Nederländerna | 5            |
| Norge         | 4            |
| Nya Zeeland   | 2            |
| Schweiz       | 3            |
| Sverige       | 4            |
| Österrike     | 5            |

### Fotnoter
1. ↑  ”Madonna”. Arkiverad från originalet den 2 januari 2010. https://web.archive.org/web/20100102061542/http://madonna.com/discography/index/album/albumId/15/. Läst 25 maj 2011.
2. ↑  Madonna I'm Breathless på Allmusic (engelska)
3. ↑  ”Listplacering”. http://australian-charts.com/showitem.asp?interpret=Madonna&titel=I%27m+Breathless&cat=a. Läst 24 maj 2011.
4. 1 2  ”Listplacering”. http://norwegiancharts.com/showitem.asp?interpret=Madonna&titel=I%27m+Breathless&cat=a. Läst 24 maj 2011.
5. ↑  ”Listplacering”. Arkiverad från originalet den 10 september 2011. https://web.archive.org/web/20110910111101/http://charts.org.nz/showitem.asp?interpret=Madonna&titel=I%27m+Breathless&cat=a. Läst 24 maj 2011.
6. ↑  ”Listplacering”. http://hitparade.ch/showitem.asp?interpret=Madonna&titel=I%27m+Breathless&cat=a. Läst 24 maj 2011.
7. ↑  ”Listplacering”. http://swedishcharts.com/showitem.asp?interpret=Madonna&titel=I%27m+Breathless&cat=a. Läst 24 maj 2011.
8. ↑  ”Listplacering”. http://austriancharts.at/showitem.asp?interpret=Madonna&titel=I%27m+Breathless&cat=a. Läst 24 maj 2011.